# Diane chasseresse (Fiammingo)
Pour les articles homonymes, voir Diane chasseresse.
Diane chasseresse ou Paysage avec Diane est un tableau attribué à Paolo Fiammingo, peint vers 1592.

## Description
Au premier plan, en bas à gauche, Diane, vêtue d'une tunique rose transparente, chasse à l'arc un sanglier. Une forêt dans les tons vert sombre encadre un paysage de ville traversé d'un rivière et encadré de montagnes dans les tons bleu pâle.

## Style
Paolo Fiammingo fait partie des peintres flamands qui, au tournant du xviie siècle, font émerger le paysage comme genre artistique indépendant, sans avoir besoin du prétexte de peintre un sujet mythologique ou religieux.